# Burey-la-Côte
Burey-la-Côte är en kommun i departementet Meuse i regionen Grand Est (tidigare regionen Lorraine) i nordöstra Frankrike. Kommunen ligger i kantonen Vaucouleurs som tillhör arrondissementet Commercy. År 2022 hade Burey-la-Côte 86 invånare.

## Befolkningsutveckling
Antalet invånare i kommunen Burey-la-Côte
| Referens: INSEE |